# Larisa (satélite)
Larisa (del griego Λάρισσα), o Neptuno VII, es un pequeño satélite natural del planeta Neptuno. Su nombre procede de Larisa, heroína argiva, hija de Pelasgo, amante de Poseidón (Neptuno en la mitología romana).

## Descubrimiento

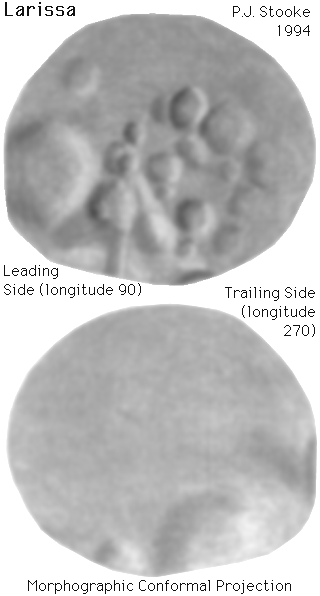
Rasgos superficiales de Larisa.

Fue inicialmente descubierto por Harold J. Reitsema, William B. Hubbard, Larry A. Lebofsky y David J. Tholen el 24 de mayo de 1981, recibiendo la denominación provisional de S/1981 N 1, siendo anunciada su localización el 29 de mayo de 1981. Su existencia fue confirmada por la sonda Voyager 2 en 1989.Su nombre le fue dado el 16 de septiembre de 1991.
Larisa presenta un aspecto notablemente irregular y no muestra signos de actividad geológica; su superficie muestra una gran densidad de cráteres.

## Parámetros orbitales
La órbita de Larisa es muy inestable; la fuerza de marea que tiene su origen en el gigante gaseoso está provocando un gradual descenso del satélite, que llevará previsiblemente en el futuro a su desintegración y la probable formación de un nuevo anillo planetario brillante o a su impacto con Neptuno.